# Zosterop de les Sangihe
El zosterop de les Sangihe (Zosterops nehrkorni) és un ocell de la família dels zosteròpids (Zosteropidae).

## Hàbitat i distribució
Habita els boscos de les illes Sangihe, properes al nord-est de Sulawesi